# John Lavarack
Sir John Dudley Lavarack (Brisbane, 19 dicembre 1885 – Buderim, 4 dicembre 1957) è stato un generale e politico australiano.

## Biografia
Nacque a Kangaroo Point, un sobborgo di Brisbane. Studiò alla Brisbane Grammar School, dove eccelleva nel programma dei cadetti dell'esercito.

## Carriera militare

### Prima Guerra Mondiale
Il 7 agosto 1905, entrò nella Royal Australian Artillery, con il grado di tenente. Nei primi mesi del 1913, si addestrò presso la Staff College, a Camberley, e allo scoppio della prima guerra mondiale è stato assegnato prima al War Office, poi come maggiore di brigata del 22ª divisione di artiglieria. Trascorse un mese in Francia nel mese di settembre 1915, ma venne trasferito a Salonicco, dove ha combattuto nella Campagna dei Balcani.
Nel mese di febbraio 1915, Lavarack è stato assegnato alla Australian Imperial Force, ma non si unì non prima del luglio 1916, quando si unì alla 2ª divisione australiana per la Battaglia di Pozières. Successivamente è stato assegnato alla 5ª divisione, comandando due batterie di artiglieria durante la Battaglia della Somme e l'anticipo sul Linea Hindenburg. Nel maggio 1917 venne trasferito alla 1ª divisione.
Nel dicembre 1917, Lavarack era un tenente colonnello e ha preso parte ai combattimenti a Dernancourt, Villers-Bretonneux, Hamel e Amiens.

### Tra le due guerre
Quando la prima guerra mondiale finì, Lavarack tornò in Australia dove prese un incarico presso il Royal Military College. Nel 1926 è stato promosso a colonnello e nel 1927 frequentò il Imperial Defence College a Londra. Tornò in Australia nel 1929.
Nel gennaio 1933 divenne comandante del Royal Military College. Il 21 aprile 1935, con una promozione temporanea a maggiore generale (in seguito reso permanente nel mese di giugno), è stato nominato Capo di stato maggiore Generale.

### Seconda guerra mondiale
Nel 1938, il tenente generale Ernest Squires era stato nominato ispettore generale delle forze militari australiane. Lavarack e Squires lavorarono insieme per preparare l'Australia per la guerra, e Lavarack tornò da un tour in Gran Bretagna allo scoppio della seconda guerra mondiale. Lavarack venne promosso a tenente generale e Comandante Generale del comando meridionale. Nel 1940 prese il comando della 7ª Divisione, accettando anche una retrocessione a generale maggiore.
Nel 1941, il comandante in capo nel Medio Oriente, Lord Wavell, ordinò a Lavarack di posizionarsi a Tobruk, dove le sue unità riuscirono a respingere le forze di Erwin Rommel. Dopo ulteriori successi nella campagna Siria-Libano, Lavarack venne nuovamente promosso a tenente generale e ha assunto il ruolo di Blamey come comandante del I Corpo, con Blamey ora vice comandante in capo in Medio Oriente.
Dopo lo scoppio della guerra con il Giappone, Lavarack comandò la Prima armata, con la responsabilità di difendere il Queensland e il New South Wales. Fu consigliere militare per l'Australia per la Conferenza delle Nazioni Unite per l'Organizzazione Internazionale. Tornò in Australia nel mese di agosto 1946 e si ritirò dall'esercito nel settembre dello stesso anno.

## Governatore del Queensland
Nel 1946, Ned Hanlon, offrì il posto di governatore del Queensland al tenente generale Sir Leslie Morshead che rifiutò. Hanlon, poi, offrì il posto a Lavarack, che accettò e prestò giuramento il 1º ottobre 1946. Dopo aver terminato il suo mandato di cinque anni, nel 1951, il governatorato di Lavarack è stato prorogato di altri cinque anni. È stato poi riconfermato per un ulteriore anno dal 1º ottobre 1956 ma per motivi di salute, Lavarack servì solo per quattro mesi, anche se rimase ufficialmente governatore fino a settembre 1957.

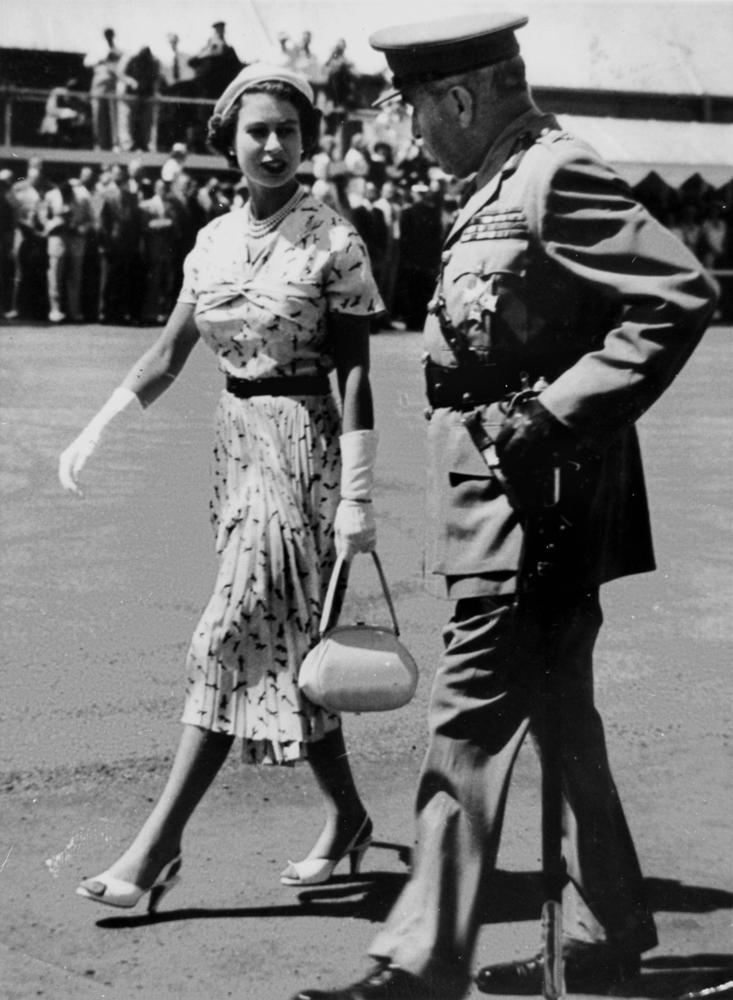
Lavarack con Elisabetta II, nel 1954.

## Morte
Sposò Sybil Nevett Ochiltree ed ebbero tre figli. Morì il 4 dicembre 1957.